# Торговий долар
Торго́вий до́лар або торгове́льний до́лар (англ. Trade Dollar) — срібні торгові монети номіналом в 1 долар, що випускалися в останній чверті XIX-го та на початку XX-го століття для торгівлі з Китаєм та іншими східними територіями.

## Торговий долар США

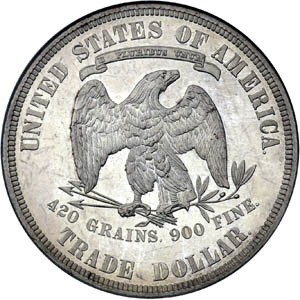
США, 1884 рік

Випуск торгових доларів США було розпочато у 1873 році. Монета не надходила безпосередньо в обіг у США, але була законним платіжним засобом. У 1876 році, після зниження вартості срібла, торгові долари, що викуповувались за суму, рівну 80 центам, перевозились до США, де використовувались за номінальною вартістю. Щоб виключити наплив торгових доларів на внутрішній ринок, було прийнято закон, що позбавляв їх статусу законного платіжного засобу. У 1879—1885 роках торгові долари карбувались незначними тиражами для колекціонерів.

## Японський торговий долар

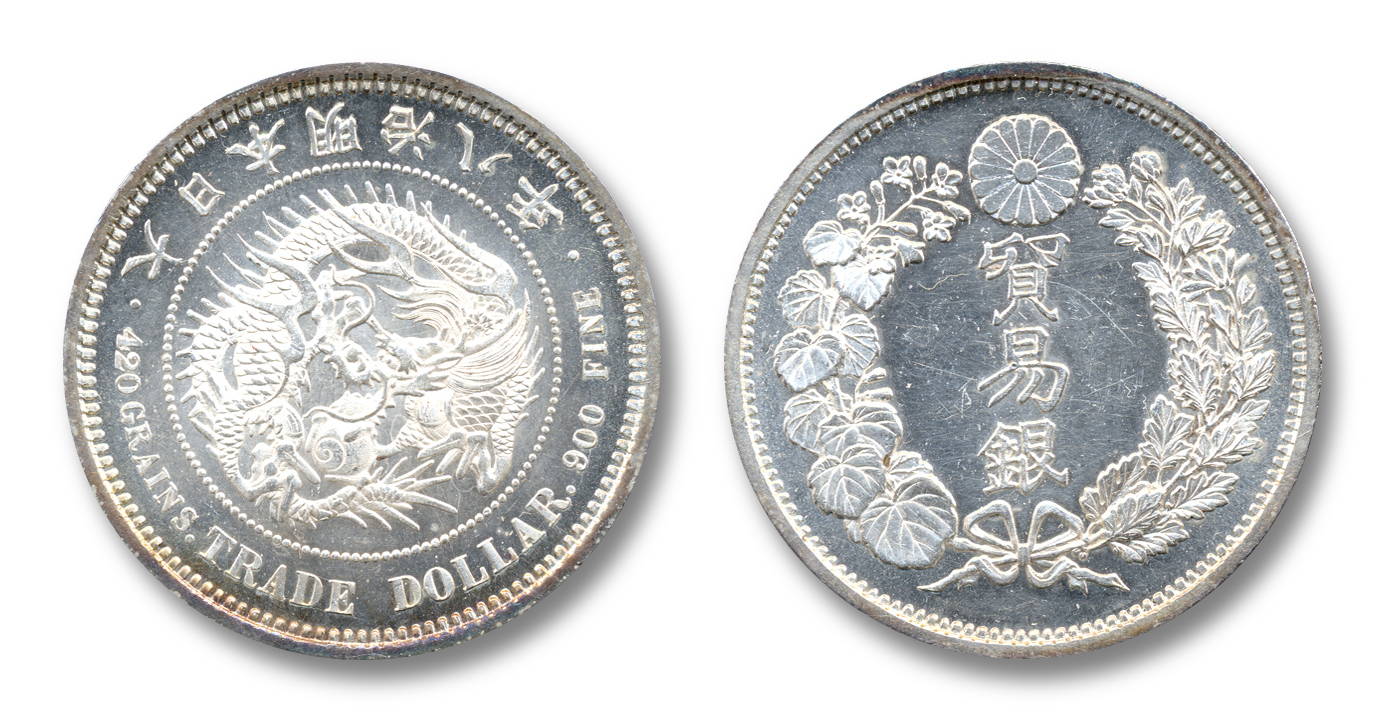
Японія, 1875 рік

Японський торговий долар карбувався у 1875—1877 роках і призначався на роль аналогічної монети США, для торгівлі з Китаєм. Всього було випущено 3 056 638 монет.

## Британський торговий долар

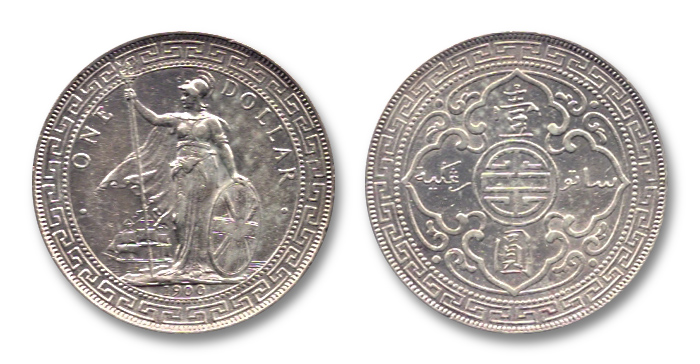
Велика Британія, 1900 рік, монетний двір у Бомбеї

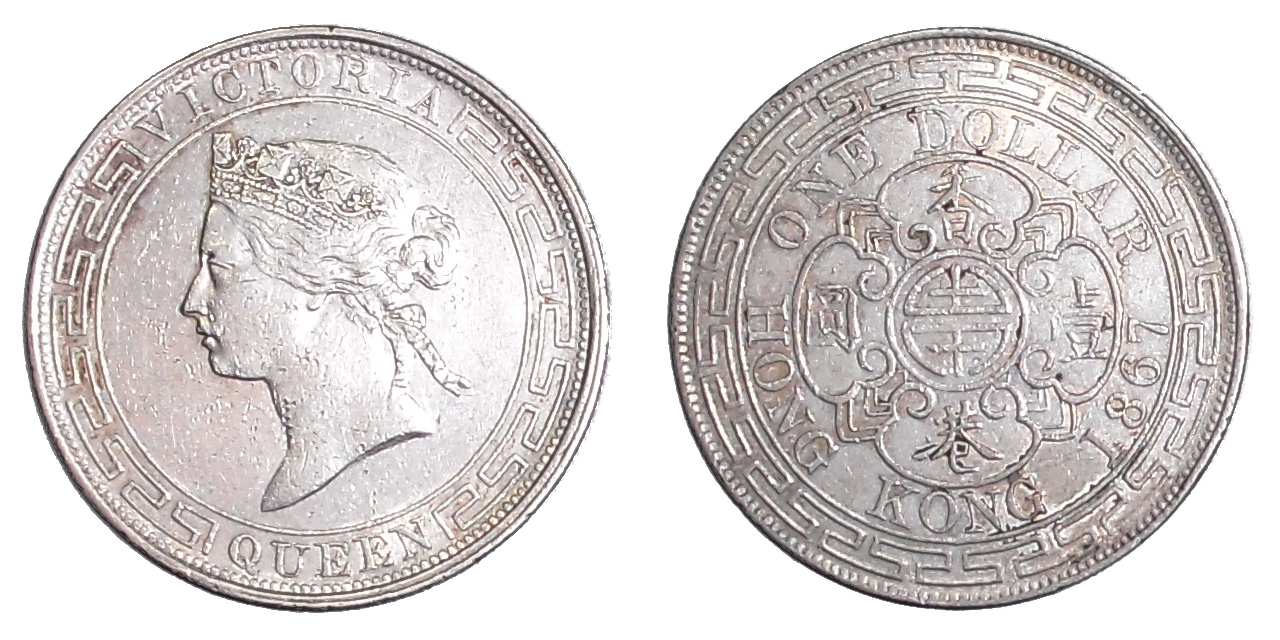
Гонконг, 1867 рік

У 1895 році було розпочато карбування британського торгового долара. Долар мав витіснити з обігу британських східних колоній різноманітні іноземні монети. Проба і вага монети збігалися з характеристиками срібного гонконзького долара, що карбувався у 1866—1868 роках, схожим було й оформлення одного боку монети з написами китайською та малайською мовами. Портрет королеви було замінено на зображення Британії — персоніфікованого символу Великої Британії. На відміну від аналогічних монет США та Японії на британському доларі не було слова «TRADE» («Торговий»). Монети карбувались на монетних дворах у Бомбеї та Калькутті (позначення монетного двору — B та C, відповідно), а у 1925 та 1930 роках і у Лондоні (без позначення монетного двору). Випускались в обіг через банки Гонконга, Сінгапура, Пінанґа й Шанхаю.
Карбування торгового долара було припинене у 1935 році, 1 серпня 1937 року британський торговий долар втратив статус законного платіжного засобу.

## Інші монети
Інколи до торгових доларів також відносять срібні доларові монети гонконзького долара (1866—1868 років), а також долара Проток (стрейтсдолара), проба і вага якого у 1903—1909 роках відповідали характеристикам гонконзького та британського торгових доларів, а згодом були знижені через зростання цін на срібло, оскільки долар Проток ґрунтувався на золотому, а не срібному стандарті.